# Francis Repellin
Francis Repellin (* 4. März 1969) ist ein ehemaliger französischer Nordischer Kombinierer.
Seine erste Platzierung in den Punkterängen bei einem Wettkampf im Rahmen des Weltcups der Nordischen Kombination erzielte Repellin am 17. Januar 1987 in Autrans. In einem Gundersen-Wettkampf von der Normalschanze mit einer sich daran anschließenden Langlaufdistanz über 15 Kilometer belegte er den zwölften Rang. Bei den Nordischen Junioren-Skiweltmeisterschaften 1988 in Saalfelden gewann er im Einzelwettbewerb die Silbermedaille. Ein Jahr später, bei den Junioren-Skiweltmeisterschaften 1989 in Vang, wiederholte er diesen Erfolg sowohl im Einzel als auch im Team gemeinsam mit Jean-Pierre Bohard und Xavier Girard. Am 23. Dezember 1990 erreichte er mit dem dritten Platz in Chaux-Neuve seine erste und einzige Podiumsplatzierung im B-Weltcup der Nordischen Kombination und am Ende der Saison 1990/91 den 15. Platz in der Gesamtwertung. Seine beste Platzierung im Gesamtweltcup hatte er zuvor bereits in der Saison 1988/89 mit Rang 13 erzielt. Bei den Nordischen Skiweltmeisterschaften 1991 im italienischen Val di Fiemme gewann er im Teamwettbewerb zusammen mit Girard und Fabrice Guy die Silbermedaille, was den größten Erfolg seiner Karriere darstellt. Mit der französischen Mannschaft nahm er zudem an den Olympischen Winterspielen 1992 in Albertville teil und verpasste als Vierter des Teamwettbewerbs mit Sylvain Guillaume und Guy nur knapp den Gewinn einer Medaille.
| Saison  | Platz | Punkte |
| ------- | ----- | ------ |
| 1986/87 | 35.   | 04     |
| 1988/89 | 13.   | 29     |
| 1990/91 | 22.   | 11     |
| 1991/92 | 30.   | 06     |
| 1992/93 | 26.   | 07     |

| Saison  | Platz | Punkte |
| ------- | ----- | ------ |
| 1990/91 | 15.   | 18     |